# Harry Honeywell
Harry Eugene Honeywell (ur. 9 września 1871 w Cleveland, zm. 10 lutego 1940 w San Antonio) – amerykański pilot, baloniarz

## Życiorys
Podczas wojny hiszpańsko-amerykańskiej służył jako oficer amerykańskiej marynarki wojennej. Latać balonem zaczął w 1880 roku. Pierwszy samodzielny lot odbył wraz z żoną i przyjacielem 17 lipca 1909 roku. Licencję B FAI-ACA nr 20 otrzymał 14 sierpnia 1909 roku. Podczas I wojny światowej dowodził oddziałem lotniczym gwardii narodowej w Missouri szkoląc 400 obserwatorów. Po wojnie pracował jako instruktor w wojsku. Startował w zawodach krajowych, wygrywając je w 1912, 1916 i 1920 i międzynarodowych, w tym w zawodach o Puchar Gordona Bennetta reprezentując Stany Zjednoczone. We wrześniu 1928 roku wygrał zawody w Altoona. Zmarł w 1940 roku.
Jego córka Edna startowała z ojcem w zawodach balonowych. W 1928 roku wyszła za mąż za Charlesa Folsom Browna.

## Udział w Pucharze Gordona Bennetta
Siedmiokrotnie startował w zawodach o balonowy Puchar Gordona Bennetta. Trzykrotnie zajmował 2. miejsce: w 1913, 1920 i w 1922. W 1923 roku nie wystartował ponieważ po podmuchu wiatru jego balon został zniszczony. Po raz ostatni wystartował w 1924 roku w Brukseli i z powodu braku sponsora, pomimo kwalifikacji w zawodach krajowych musiał z własnych pieniędzy sfinansować udział przeznaczając na ten cel 2000 dolarów. W 1925 roku nie wziął udziału w zawodach ponieważ po karze degradacji o jedno miejsce za opóźnienie startu balonu wycofał się z udziału w zawodach. W 1926 roku zapowiedział wycofanie się ze startów w wyścigach protestując przeciwko przepisom, które preferowały udział załóg wojskowych. W 1930 roku wystartował w krajowych zawodach, które były eliminacją do udziału w Pucharze Gordona Bennetta, ale wycofał się z kwalifikacji, gdy jego balon został uszkodzony, a wojsko wycofało propozycję pożyczenia balonu.